# Monede euro bulgărești
     Țări UE cu Euro
     Țări UE cu ERM II
     Țări UE fără ERM II
     Țări cu Euro

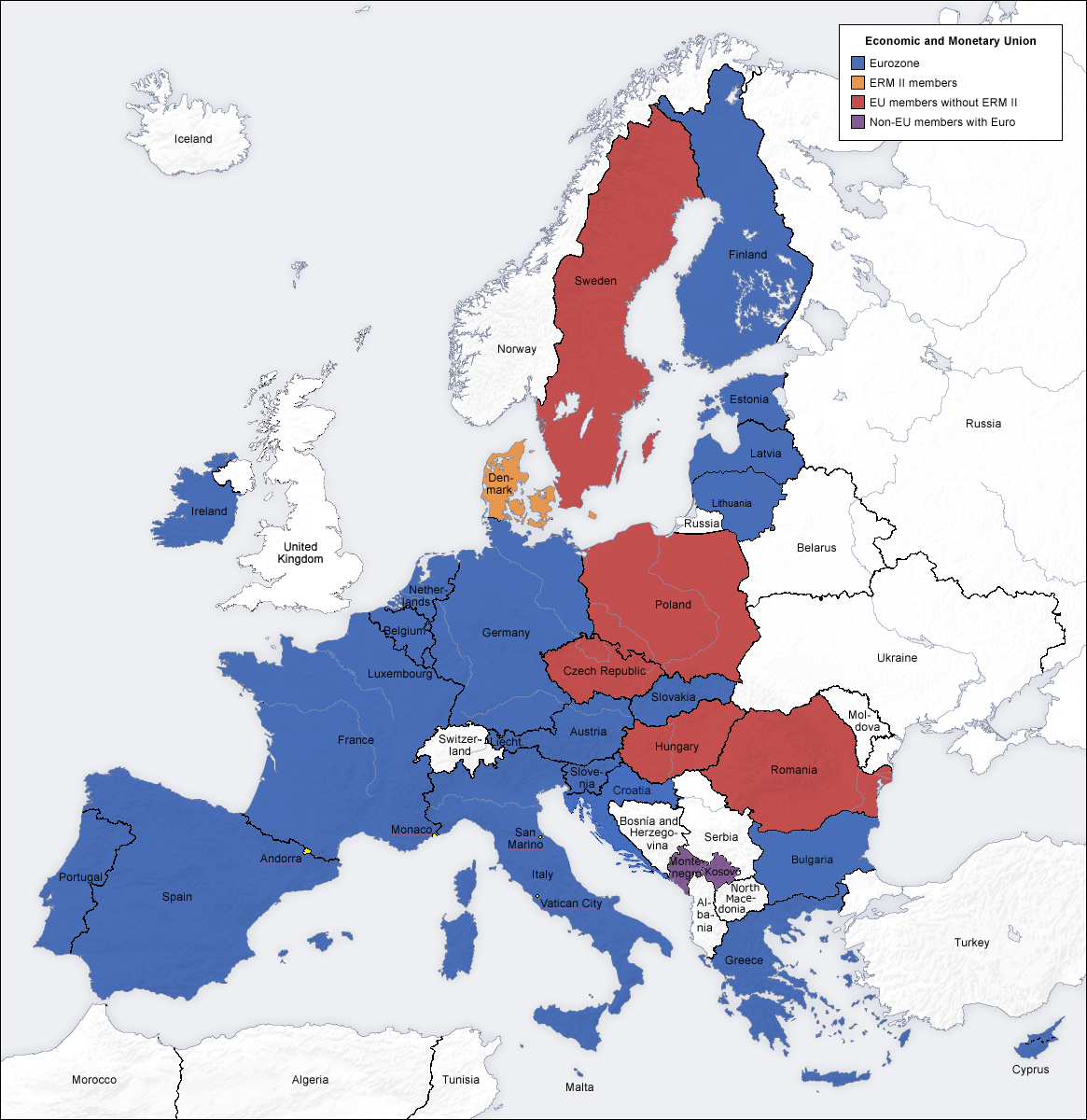
Harta țărilor europene legate de Euro, la 1 ianuarie 2011
Țări UE cu Euro
Țări UE cu ERM II
Țări UE fără ERM II
Țări cu Euro

Monede euro bulgărești au fost prezentate în anul 2024 și vor intra în circulație la 1 ianuarie 2026. 
Euro (EUR sau €) este moneda comună, aflată în circulație în țările care aparțin zonei euro. Monedele euro au două fețe diferite, o față comună pentru toate țările (avers), care indică valoarea monedei, și o față națională (revers) cu designul ales de fiecare dintre țări.
Bulgaria, după aderarea la Uniunea Europeană, s-a obligat să adopte euro, acest eveniment fiind programat pentru 1 ianuarie 2024.

## Istorie
Cu ocazia semnării Tratatului de Aderare la Uniunea Europeană, în 2005, Bulgaria a emis o monedă comemorativă, cu valoarea nominală de 1,95583 leva, adică 1 euro.
Bulgaria a făcut cunoscut motivul care va împodobi monedele: este vorba de Cavalerul de la Madara: un basorelief pe o faleză a Podișului Madara, în nord-estul Bulgariei, unde se poate vedea un cavaler, urmat de un câine, doborând un leu cu lancea.